# لیخنگا
لیخنگا (به لاتین: Lichynia) یک روستا در لهستان است که در گمینا لشنگتسا واقع شده‌است.